# Ryan Adigo
Ryan-Segon Adigo (* 15. April 2001 in Lübeck) ist ein deutscher Fußballspieler beninischer Abstammung.

## Karriere

### Verein
Nach seinen Anfängen in der Jugend des VfB Lübeck und des Hamburger SV wechselte Ryan Adigo im Sommer 2017 in die Jugendabteilung von Borussia Mönchengladbach. Nach insgesamt 25 Spielen in der B-Junioren-Bundesliga und 39 Spielen in der A-Junioren-Bundesliga, bei denen ihm insgesamt 14 Tore gelangen, wurde er im Sommer 2020 in den Kader der 2. Mannschaft seines Vereins aufgenommen. Für seinen Verein kam er auf 19 Spiele in der Regionalliga West ohne Torerfolg.
Zur Saison 2021/22 erfolgte Adigos Wechsel zum Drittligisten Würzburger Kickers. Dort konnte er sich jedoch nicht durchsetzen und kam nur 13-mal zum Einsatz, wobei er 2-mal in der Startelf stand. Am Saisonende stieg die Mannschaft in die Regionalliga Bayern ab, womit Adigo den Verein verließ. Es folgte ein Engagement für den 1. FC Phönix Lübeck in der Regionalliga-Nord-Saison 2022/23, dem sich im Sommer 2023 der Wechsel zum Regionalligisten 1. FC Lokomotive Leipzig anschloss. Für die Loksche absolvierte er 55 Regionalliga-Spiele, ein DFB-Pokalspiel und 7 Spiele im Sachsenpokal. 2025 wurde Adigo mit Lok Leipzig Meister der Regionalliga Nordost und scheiterte anschließend in der Relegation zur 3. Liga am TSV Havelse. Anschließend wurde sein Vertrag in Leipzig nicht verlängert und er wechselte zum SGV Freiberg in die Regionalliga Südwest.

### Nationalmannschaft
Im Juni 2022 wurde Adigo erstmals für die beninische Fußballnationalmannschaft für die Afrika-Cup-Qualifikationsspiele gegen Senegal und Mosambik nominiert und debütierte am 8. Juni 2022 bei der 0:1-Heimniederlage gegen Mosambik, bei der er in der 85. Spielminute für Jodel Dossou eingewechselt wurde.

## Privates
Sein Vater Christiano Adigo war auch Fußballspieler, hat 17 Länderspiele für die beninische Fußballnationalmannschaft bestritten und mit ihr am Afrika-Cup 2004 teilgenommen. Zuletzt arbeitete er als Trainer beim Regionalligisten 1. FC Phönix Lübeck.